# Pescărie (cartier în Constanța)
Pescărie este un cartier din Constanța, situat lângă plaja cu același nume. 
 Acest articol despre o localitate din județul Constanța este deocamdată un ciot. Puteți ajuta Wikipedia prin completarea lui.